# Swjatoslaw Wakartschuk

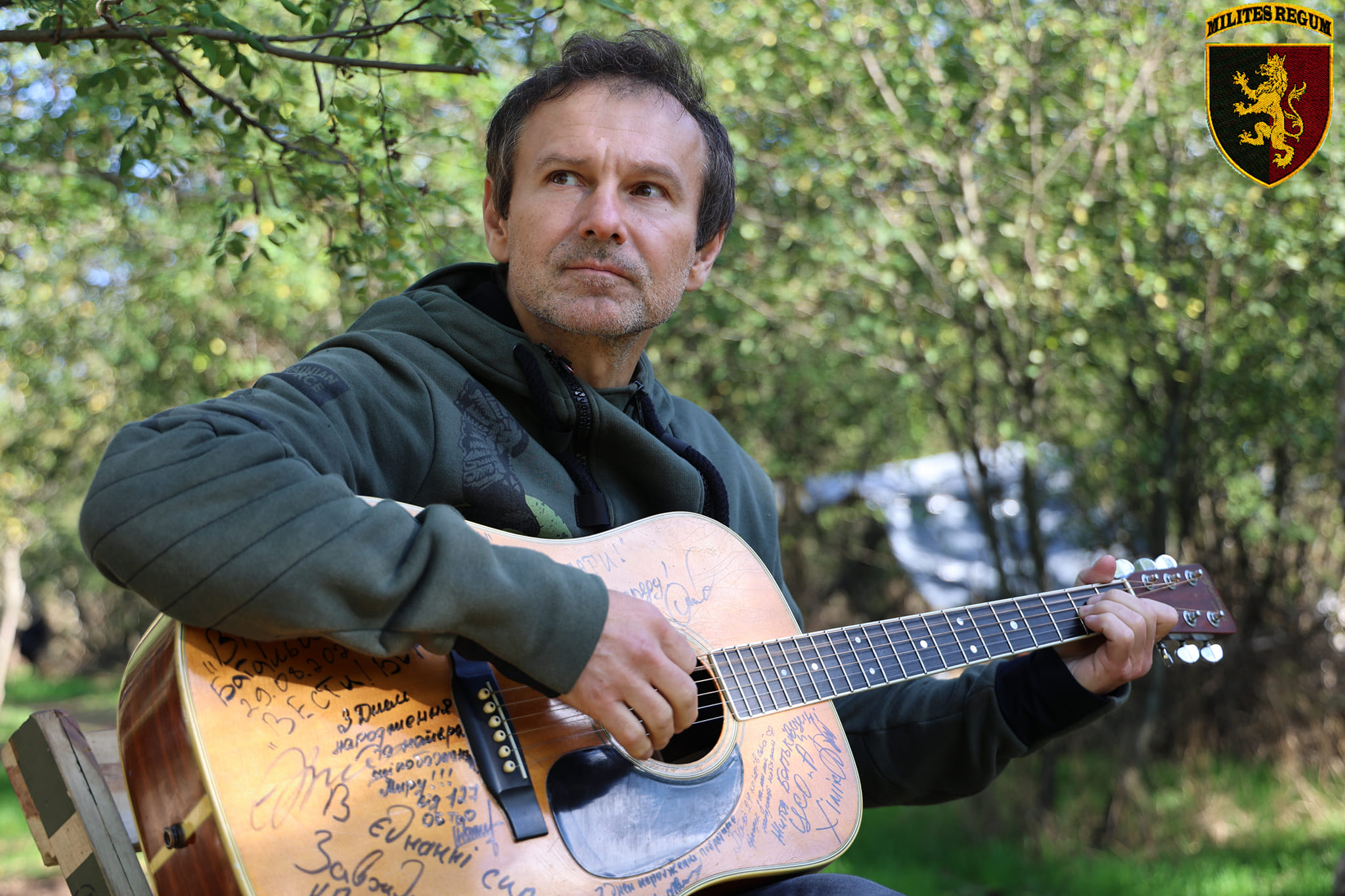
Swjatoslaw Wakartschuk, 2022

Swjatoslaw Iwanowytsch Wakartschuk (ukrainisch Святосла́в Іва́нович Вакарчу́к; * 14. Mai 1975 in Mukatschewo, Oblast Transkarpatien, Ukrainische SSR) ist ein ukrainischer Sänger, Songwriter und sozialer Aktivist. Er ist Gründer der ukrainischen politischen Partei Stimme (ukrainisch Голос Holos), die nach der Parlamentswahl 2019 in die Werchowna Rada einzog.

## Leben und Karriere
Swjatoslaw Wakartschuk (Spitzname „Slawa“) ist der Frontsänger der 1994 in Lwiw gegründeten international erfolgreichen ukrainischen Rockband Okean Elzy, für die er auch die meisten Lieder und Texte in seiner ukrainischen Muttersprache schreibt. Daneben spricht er fließend russisch, polnisch und englisch.
Nach seinem Engagement bei der Orangen Revolution, bei der er zusammen mit Ruslana Lyschytschko Konzerte auf dem Majdan Nesaleschnosti zur Unterstützung von Wiktor Juschtschenko gab, war Wakartschuk ab 2007 unabhängiger Abgeordneter der Werchowna Rada, dem ukrainischen Parlament, das er bereits 2008 aus Enttäuschung über das herrschende politische System wieder verließ.
Wakartschuk studierte von 1991 bis 1996 an der Fakultät für Physik der Iwan-Franko-Universität Universität Lwiw theoretische Physik und ist seit 2009 Doktor der Physik. Zudem ist er ukrainischer Kulturbotschafter und Botschafter des guten Willens (Goodwill Global Ambassadors) der Vereinten Nationen.
Im Jahr 2005 war Wakartschuk der erste Gewinner einer Million Hrywnja in der ukrainischen Version von Who Wants to Be a Millionaire?. Er spendete den Gewinn an Waisenhäuser in der Ukraine.
Während des Euromaidan 2013/14 setzte sich Wakartschuk für die prowestliche Opposition in der Ukraine und für seinen Freund Vitali Klitschko ein, weshalb er von einigen russischen Politikern als „Feind der russischen Gesellschaft“ und „Nationalist“ bezeichnet wurde.
Von 2013 bis 2016 war Wakartschuk Juror in der ukrainischen TV-Castingshow „Голос країни“ (The Voice of the Country, 3. bis 6. Staffel). 2013 wählte ihn Chrystyna Solowij, deren Produzent er seit 2015 ist, als Mentor.
Im Jahr 2017 interpretierte er im Film Cyborgs von Achtem Seitablajew Huzulka Ksenja, eine tango-artige Komposition aus den 1930er Jahren, „die bis heute zum Standardrepertoire der (west)ukrainischen Hochzeits- und Restaurantmusik“ gehört, neu.
Wakartschuk kehrte 2019 in die Politik zurück und wurde nach der Parlamentswahl 2019 Parlamentsabgeordneter für die von ihm gegründete Partei „Stimme“.
Als Reaktion auf den Russischen Überfall auf die Ukraine trat Wakartschuk am 6. März 2022 der Territorialverteidigung der Oblast Lwiw bei. Inzwischen bekleidet er den Rang eines Leutnants. Er kämpft nicht an der Waffe, seine Aufgabe ist vielmehr die Stärkung der Moral der Truppe und der Zivilbevölkerung im ganzen Land, auch in den umkämpften Gebieten. Auf die Frage, was ihn bei seinen Besuchen in den Kriegsstädten am meisten beeindruckt habe, antwortete er: „Das Berührendste ist der Patriotismus aller Ukrainer. Egal, wo ich war. Jeder ist bereit, für sein Land zu kämpfen, bis zum Ende zu gehen und zu gewinnen. Wir sind die mutigste Nation der Welt, und darauf bin ich stolz.“

## Familie
Wakartschuk ist der Sohn von Iwan Wakartschuk, einem ukrainischen Physiker, der auch Rektor der Nationalen Iwan-Franko-Universität Lwiw und Minister für Bildung und Wissenschaft der Ukraine war, und dessen Frau Switlana.
Swjatoslaw Wakartschuk ist seit 2007 mit der Designerin und Stylistin Ljalja (Laryssa) Fonarjowa verheiratet, hat eine Tochter (Diana) und lebt in Kiew.

## Diskografie (Okean Elzy)

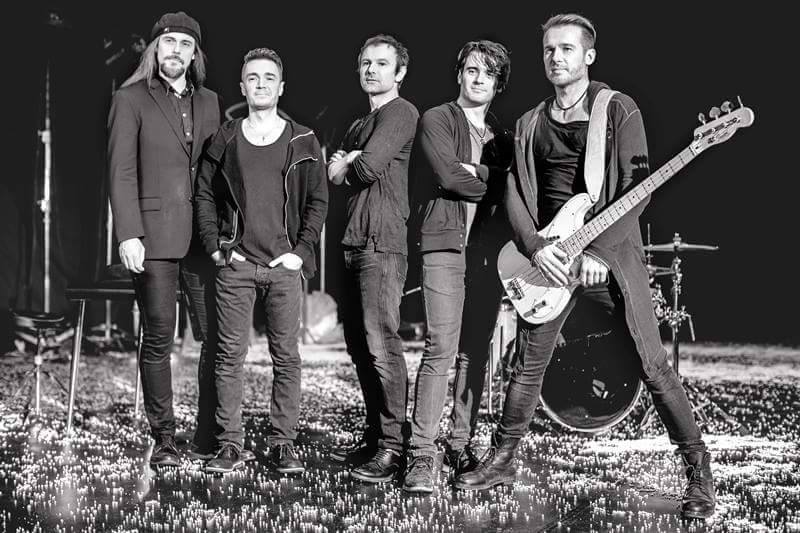
„Slawa“ mit Band Okean Elzy 2016

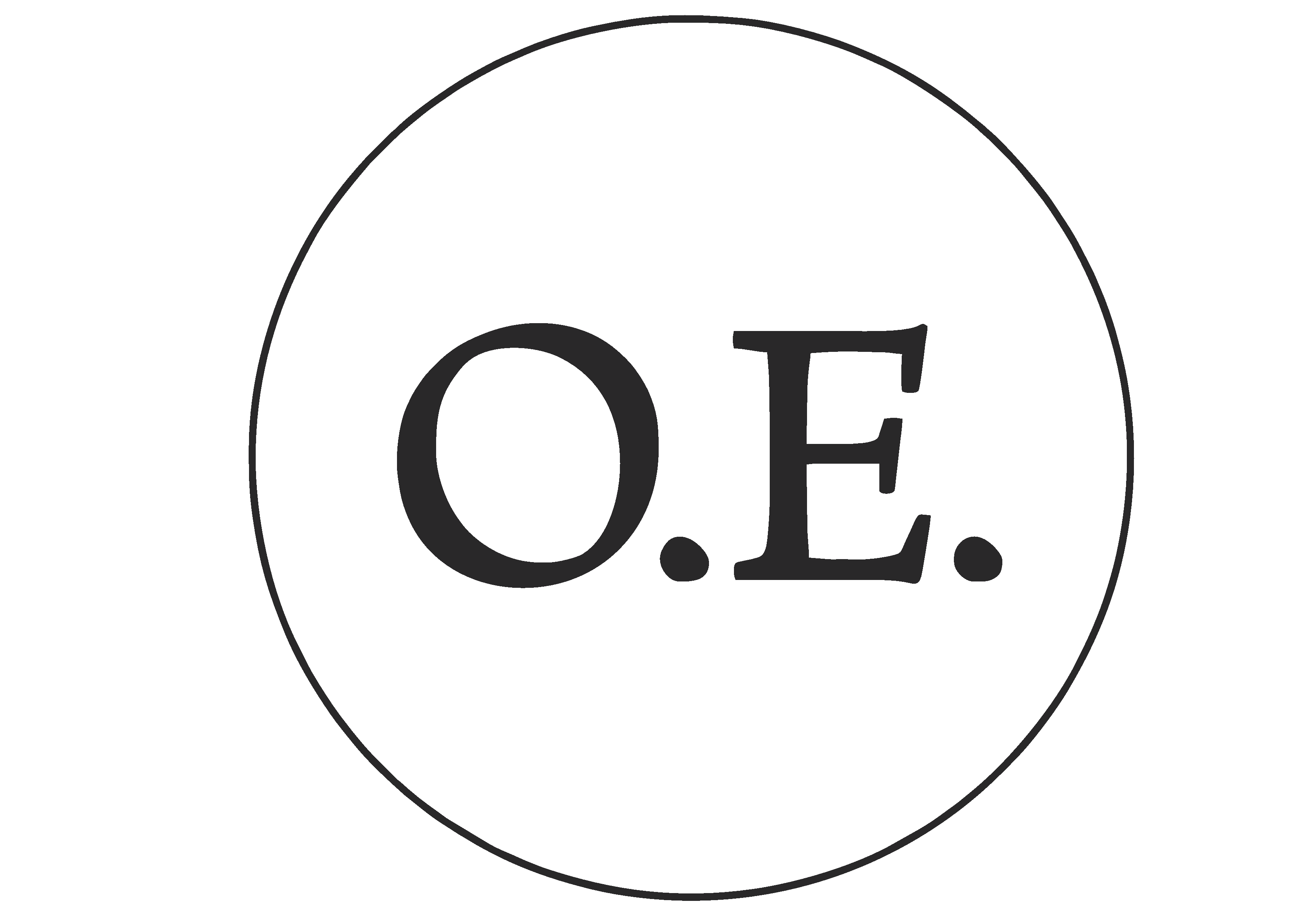
Logo seiner Band Okean Elzy

### Alben
- 1998: Там, де нас нема (en/de: Tam, de nas nema)
- 2000: Янанебібув (en: Yananebibuv; de: Jananebibuw)
- 2001: Модель (en/de: Model)
- 2003: Суперсиметрія (en: Supersymetriya, de: Supersymetrija)
- 2005: Gloria
- 2007: Міра (en/de: Mira)
- 2010: Dolce Vita
- 2013: Земля (en: Zemlya, de: Semlja)
- 2016: Без меж (en: Bez mej, de: Bes mesch)
- 2024: Той день (en: Toy den, de: Toj den)
- 2024: Lighthouse (englischsprachiges Album)

### Live-Alben
- 2003: Tvій формат (en: Tviy format, de: Tvij format)

### Kompilationen
- 2006: 1221

### Singles (Auswahl)
- 2000: Коли Тебе Нема
- 2000: Відпусти
- 2001: Квiтка
- 2005: Без Бою
- 2007: Все Буде Добре
- 2010: Я Так Хочу
- 2010: На Лінії Вогню
- 2013: Обійми
- 2013: На Небі
- 2015: Не твоя війна
- 2018: Obnimi (Remix) (mit Callmearco)
- 2021: #Без тебе мене нема
- 2021: Місто весни (mit Odyn w Kanoe)
- 2024: Як ніколи

## Diskografie (Solo)

### Alben
- 2008: Вночі
- 2011: Брюссель
- 2021: Оранжерея

### Singles (Auswahl)
- 2008: Така, Як Ти
- 2020: Знову
- 2021: Оберіг
- 2024: На нічному небі (mit YAKTAK)

## Ehrungen
- 2005 Verdienter Künstler der Ukraine.[12]
- 2014 Wassyl-Stus-Preis[13]
- 2015 Ehrenbürger der Stadt Kiew[12]
- 2015 Ehrenbürger der Stadt Lwiw[14]
- 2016 ukrainischer Orden der Freiheit[15]